# Niederländische Badmintonmeisterschaft 1972
Die Niederländische Badmintonmeisterschaft 1972 war die 31. Austragung der nationalen Titelkämpfe im Badminton in den Niederlanden. Sie fand bereits am 18. und 19. Dezember 1971 in Utrecht statt.

## Sieger und Platzierte
| Disziplin    | Gold                               | Silber                           | Bronze                             |
| ------------ | ---------------------------------- | -------------------------------- | ---------------------------------- |
| Herreneinzel | Ruud van Ginneken                  | Rob Ridder                       | Piet Ridder                        |
| Herreneinzel | Ruud van Ginneken                  | Rob Ridder                       | Han Nakken                         |
| Dameneinzel  | Joke van Beusekom                  | Marjan Luesken                   | Marja Ridder                       |
| Dameneinzel  | Joke van Beusekom                  | Marjan Luesken                   | Agnes van der Meulen               |
| Herrendoppel | Herman Leidelmeijer Piet Ridder    | Clemens Wortel Ruud van Ginneken | Guus van der Vlugt Freddy Hoogland |
| Herrendoppel | Herman Leidelmeijer Piet Ridder    | Clemens Wortel Ruud van Ginneken | Boudewijn Ridder Rob Ridder        |
| Damendoppel  | Lily ter Metz Agnes van der Meulen | Marja Ridder Marjan Luesken      | Joke van Beusekom Felice de Nooyer |
| Damendoppel  | Lily ter Metz Agnes van der Meulen | Marja Ridder Marjan Luesken      | Tonny Pannemans Henny Wesdorp      |
| Mixed        | Piet Ridder Lily ter Metz          | Rob Ridder Marja Ridder          | Boudewijn Ridder Marjan Luesken    |
| Mixed        | Piet Ridder Lily ter Metz          | Rob Ridder Marja Ridder          | Ruud van Ginneken Felice de Nooyer |